# Bahnstrecke Cusco–Quillabamba
| Bahnhof Aguas Calientes |                             |                               |                               |
| Streckenlänge: | 172 km – in Betrieb: 122 km |                               |                               |
| Spurweite: | 914 mm (engl. 3-Fuß-Spur)   |                               |                               |
| Maximale Neigung: | 35 ‰                        |                               |                               |
| Minimaler Radius: | 60 m                        |                               |                               |
| |                             |                               |                               |
| \| \| \| Bahnstrecke Cusco–Puno \| 1435 mm \| \| \| \| Cusco-Wanchaq \| 3357 m \| \| \| \| Dreischienengleis \| \| \| \| 0 \| Cusco-San Pedro (⊙) \| Cusco-San Pedro (⊙) \| \| \| \| \| \| \| \| \| \| \| \| \| \| \| \| \| \| \| \| \| \| \| \| \| \| \| \| 11 \| El Arco \| El Arco \| \| \| 11,8 \| Arcopuno-Pass \| 3678 m[Anm. 1] \| \| \| 18 \| Poroy (⊙) 3660 m \| Poroy (⊙) 3660 m \| \| \| 20 \| Cachimayo (⊙) \| Cachimayo (⊙) \| \| \| 25 \| Pucuiura (⊙) \| Pucuiura (⊙) \| \| \| 32 \| Estación Izcuchaca (Anta) (⊙) \| Estación Izcuchaca (Anta) (⊙) \| \| \| 41 \| Huarocondo (⊙ 3320 m) \| Huarocondo (⊙ 3320 m) \| \| \| \| \| \| \| \| \| \| \| \| \| 48 \| Pumahuara \| Pumahuara \| \| \| 50 \| Huata Minas \| Huata Minas \| \| \| 52 \| Huispana \| Huispana \| \| \| \| \| \| \| \| 61 \| Pachar (⊙) \| Pachar (⊙) \| \| \| \| Río Urubamba \| \| \| \| 10 \| Tarabamba \| Tarabamba \| \| \| 15 \| Urubamba (⊙) 2850 m \| Urubamba (⊙) 2850 m \| \| \| 67 \| Ollantaytambo (⊙) 2790 m \| Ollantaytambo (⊙) 2790 m \| \| \| 71 \| Piri Bahnbetriebswerk \| Piri Bahnbetriebswerk \| \| \| \| \| \| \| \| 77 \| Chillca (⊙) \| Chillca (⊙) \| \| \| 80 \| Piscacucho \| Piscacucho \| \| \| 82 \| Kilómetro 82 (⊙) \| Kilómetro 82 (⊙) \| \| \| 88 \| Qoriwayrachina (⊙) \| Qoriwayrachina (⊙) \| \| \| 90 \| Torontoy (⊙) \| Torontoy (⊙) \| \| \| 92 \| Kilómetro 92 \| Kilómetro 92 \| \| \| 94 \| Pampacahua \| Pampacahua \| \| \| 101 \| Cedrobamba (⊙) \| Cedrobamba (⊙) \| \| \| 104 \| Cachabamba (⊙) \| Cachabamba (⊙) \| \| \| 105 \| Maquina \| Maquina \| \| \| 107 \| Kilómetro 107 \| Kilómetro 107 \| \| \| \| \| \| \| \| \| \| \| \| \| 110 \| Aguas Calientes (⊙) 2040 m \| Aguas Calientes (⊙) 2040 m \| \| \| \| (Pueblo Machu Picchu) \| \| \| \| \| \| \| \| \| \| \| \| \| \| 113 \| Puente Ruinas 2040 m \| Puente Ruinas 2040 m \| \| \| 116 \| Golpani Gleisdreieck \| Golpani Gleisdreieck \| \| \| \| Río Urubamba \| \| \| \| \| \| \| \| \| \| \| \| \| \| 122 \| Hidroeléctrica (⊙) \| Hidroeléctrica (⊙) \| \| \| 129 \| Santa Teresa 1550 m \| Santa Teresa 1550 m \| \| \| 138 \| Quellobamba \| Quellobamba \| \| \| \| Uchumayo \| \| \| \| 148 \| Chaullay \| Chaullay \| \| \| 149 \| Chaullay Pueblo \| Chaullay Pueblo \| \| \| 151 \| Luycho \| Luycho \| \| \| 155 \| Maranura \| Maranura \| \| \| 157 \| Beatriz \| Beatriz \| \| \| 163 \| Mandor \| Mandor \| \| \| 172 \| Quillabamba \| Quillabamba \| \| \| \| \| \| \| Quellen: [1] \| \| \| \| |                             |                               |                               |
| Strecke |                             | Bahnstrecke Cusco–Puno        | 1435 mm                       |
| Kopfbahnhof Streckenende · Betriebs-/Güterbahnhof Streckenanfang |                             | Cusco-Wanchaq                 | 3357 m                        |
| Strecke |                             | Dreischienengleis             | Dreischienengleis             |
| Kopfbahnhof Streckenanfang · Strecke | 0                           | Cusco-San Pedro (⊙)           | Cusco-San Pedro (⊙)           |
| Abzweig geradeaus und von links · Strecke nach rechts |                             |                               |                               |
| |                             |                               |                               |
| |                             |                               |                               |
| |                             |                               |                               |
| |                             |                               |                               |
| ehemaliger Bahnhof | 11                          | El Arco                       | El Arco                       |
| Strecke | 11,8                        | Arcopuno-Pass                 | 3678 m                        |
| Bahnhof | 18                          | Poroy (⊙) 3660 m              | Poroy (⊙) 3660 m              |
| ehemaliger Haltepunkt / Haltestelle | 20                          | Cachimayo (⊙)                 | Cachimayo (⊙)                 |
| ehemaliger Haltepunkt / Haltestelle | 25                          | Pucuiura (⊙)                  | Pucuiura (⊙)                  |
| ehemaliger Bahnhof | 32                          | Estación Izcuchaca (Anta) (⊙) | Estación Izcuchaca (Anta) (⊙) |
| ehemaliger Bahnhof | 41                          | Huarocondo (⊙ 3320 m)         | Huarocondo (⊙ 3320 m)         |
| |                             |                               |                               |
| |                             |                               |                               |
| ehemaliger Haltepunkt / Haltestelle | 48                          | Pumahuara                     | Pumahuara                     |
| ehemaliger Haltepunkt / Haltestelle | 50                          | Huata Minas                   | Huata Minas                   |
| ehemaliger Haltepunkt / Haltestelle | 52                          | Huispana                      | Huispana                      |
| Strecke von links · Abzweig geradeaus, nach rechts und von rechts |                             |                               |                               |
| Strecke · Bahnhof | 61                          | Pachar (⊙)                    | Pachar (⊙)                    |
| Brücke über Wasserlauf · Strecke |                             | Río Urubamba                  | Río Urubamba                  |
| ehemaliger Haltepunkt / Haltestelle · Strecke | 10                          | Tarabamba                     | Tarabamba                     |
| Kopfbahnhof Streckenende · Strecke | 15                          | Urubamba (⊙) 2850 m           | Urubamba (⊙) 2850 m           |
| Bahnhof | 67                          | Ollantaytambo (⊙) 2790 m      | Ollantaytambo (⊙) 2790 m      |
| Betriebs-/Güterbahnhof Streckenanfang · Strecke | 71                          | Piri Bahnbetriebswerk         | Piri Bahnbetriebswerk         |
| Strecke nach links · Abzweig geradeaus und von rechts |                             |                               |                               |
| ehemaliger Bahnhof | 77                          | Chillca (⊙)                   | Chillca (⊙)                   |
| Bahnhof | 80                          | Piscacucho                    | Piscacucho                    |
| ehemaliger Bahnhof | 82                          | Kilómetro 82 (⊙)              | Kilómetro 82 (⊙)              |
| ehemaliger Bahnhof | 88                          | Qoriwayrachina (⊙)            | Qoriwayrachina (⊙)            |
| ehemaliger Bahnhof | 90                          | Torontoy (⊙)                  | Torontoy (⊙)                  |
| ehemaliger Bahnhof | 92                          | Kilómetro 92                  | Kilómetro 92                  |
| ehemaliger Bahnhof | 94                          | Pampacahua                    | Pampacahua                    |
| ehemaliger Bahnhof | 101                         | Cedrobamba (⊙)                | Cedrobamba (⊙)                |
| ehemaliger Bahnhof | 104                         | Cachabamba (⊙)                | Cachabamba (⊙)                |
| ehemaliger Bahnhof | 105                         | Maquina                       | Maquina                       |
| ehemaliger Bahnhof | 107                         | Kilómetro 107                 | Kilómetro 107                 |
| Tunnel |                             |                               |                               |
| Strecke von links · Abzweig geradeaus und nach rechts |                             |                               |                               |
| Kopfbahnhof Streckenende · ehemaliger Bahnhof | 110                         | Aguas Calientes (⊙) 2040 m    | Aguas Calientes (⊙) 2040 m    |
| Strecke |                             | (Pueblo Machu Picchu)         | (Pueblo Machu Picchu)         |
| Tunnel |                             |                               |                               |
| Tunnel |                             |                               |                               |
| Bahnhof | 113                         | Puente Ruinas 2040 m          | Puente Ruinas 2040 m          |
| Abzweig geradeaus, nach rechts und von rechts | 116                         | Golpani Gleisdreieck          | Golpani Gleisdreieck          |
| Brücke über Wasserlauf |                             | Río Urubamba                  | Río Urubamba                  |
| |                             |                               |                               |
| |                             |                               |                               |
| Betriebs-/Güterbahnhof Strecke ab hier außer Betrieb | 122                         | Hidroeléctrica (⊙)            | Hidroeléctrica (⊙)            |
| Bahnhof (Strecke außer Betrieb) | 129                         | Santa Teresa 1550 m           | Santa Teresa 1550 m           |
| Bahnhof (Strecke außer Betrieb) | 138                         | Quellobamba                   | Quellobamba                   |
| Haltepunkt / Haltestelle (Strecke außer Betrieb) |                             | Uchumayo                      | Uchumayo                      |
| Bahnhof (Strecke außer Betrieb) | 148                         | Chaullay                      | Chaullay                      |
| Bahnhof (Strecke außer Betrieb) | 149                         | Chaullay Pueblo               | Chaullay Pueblo               |
| Bahnhof (Strecke außer Betrieb) | 151                         | Luycho                        | Luycho                        |
| Bahnhof (Strecke außer Betrieb) | 155                         | Maranura                      | Maranura                      |
| Bahnhof (Strecke außer Betrieb) | 157                         | Beatriz                       | Beatriz                       |
| Bahnhof (Strecke außer Betrieb) | 163                         | Mandor                        | Mandor                        |
| Kopfbahnhof Streckenende (Strecke außer Betrieb) | 172                         | Quillabamba                   | Quillabamba                   |
| |                             |                               |                               |
| Quellen: |                             |                               |                               |

Die Bahnstrecke Cusco–Quillabamba (Ferrocarril Cuzco–Santa Ana – FCCSA) ist eine Schmalspurbahn in Peru, die zum Südnetz des Landes gehört und die als eine der wenigen in Peru ein beachtliches Aufkommen im Personenverkehr hat, da nur über diese Strecke das UNESCO-Welterbe Machu Picchu zu erreichen ist.

## Geografische Lage

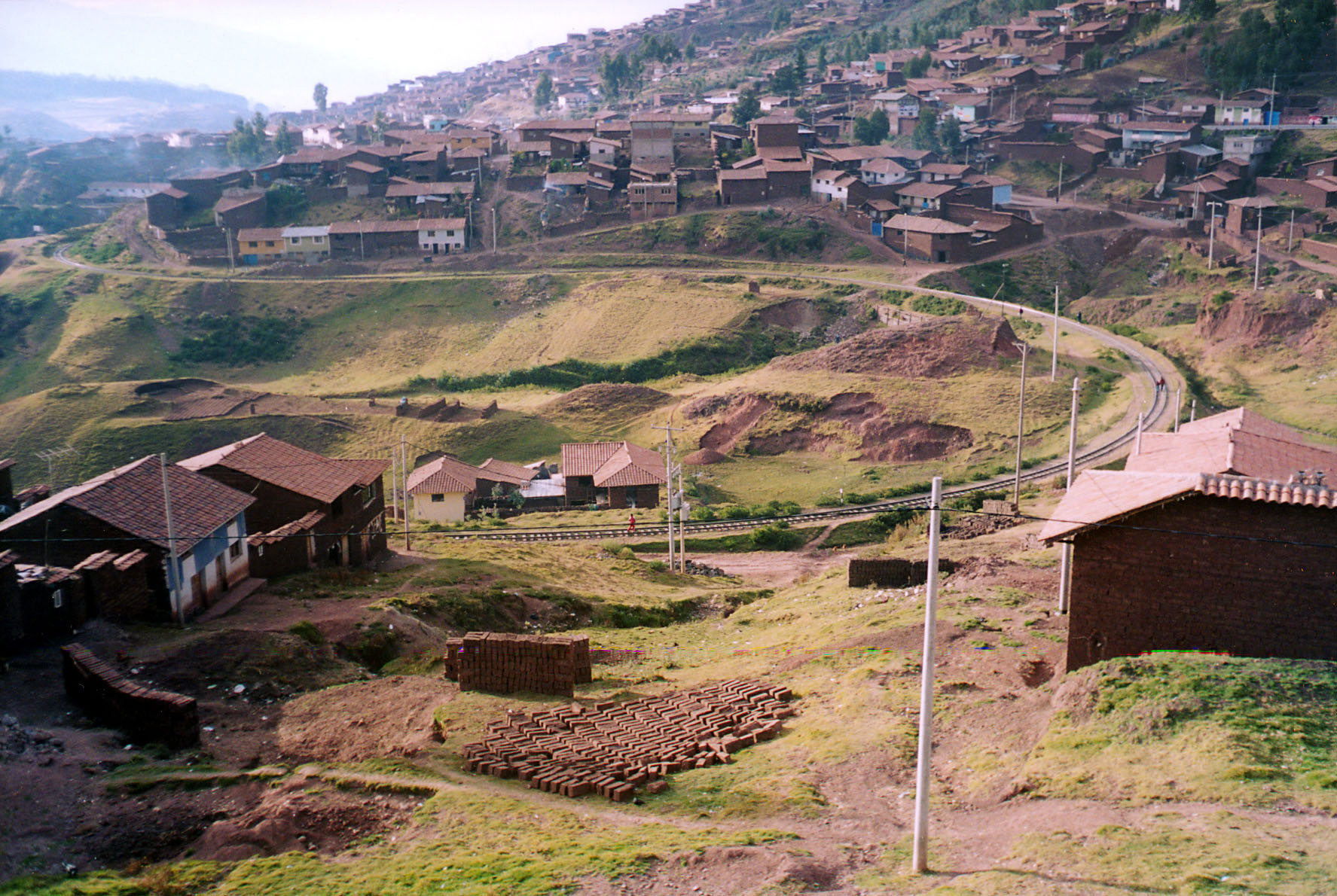
Strecke in den Außenbezirken von Cusco

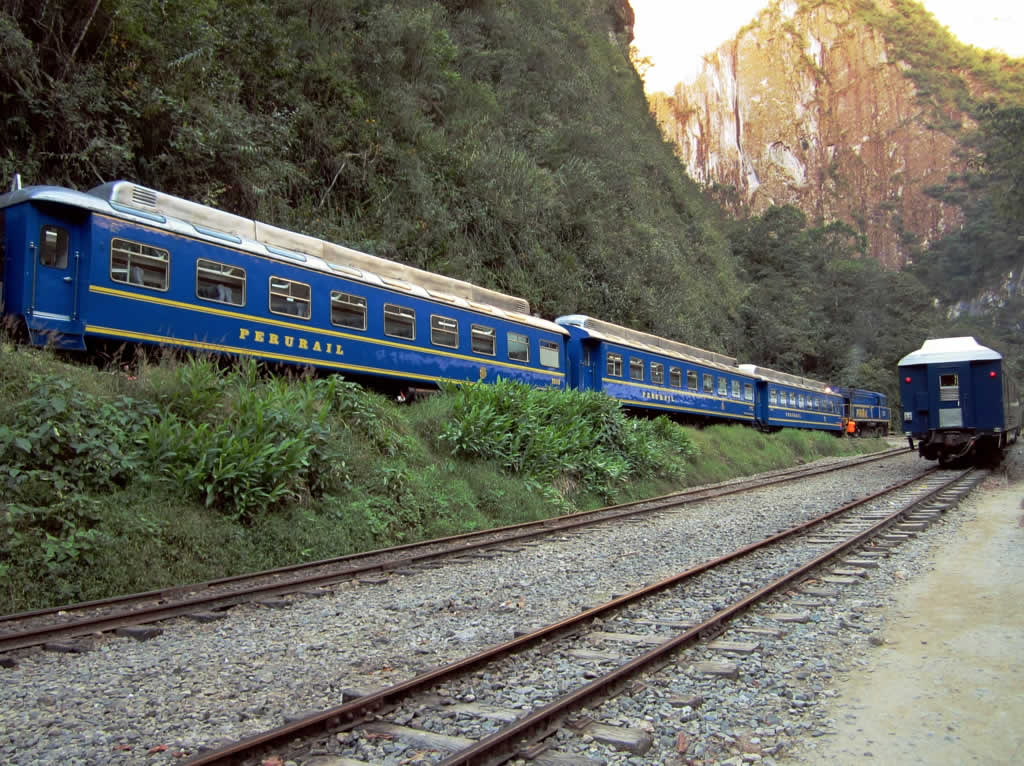
Züge in einer Spitzkehre

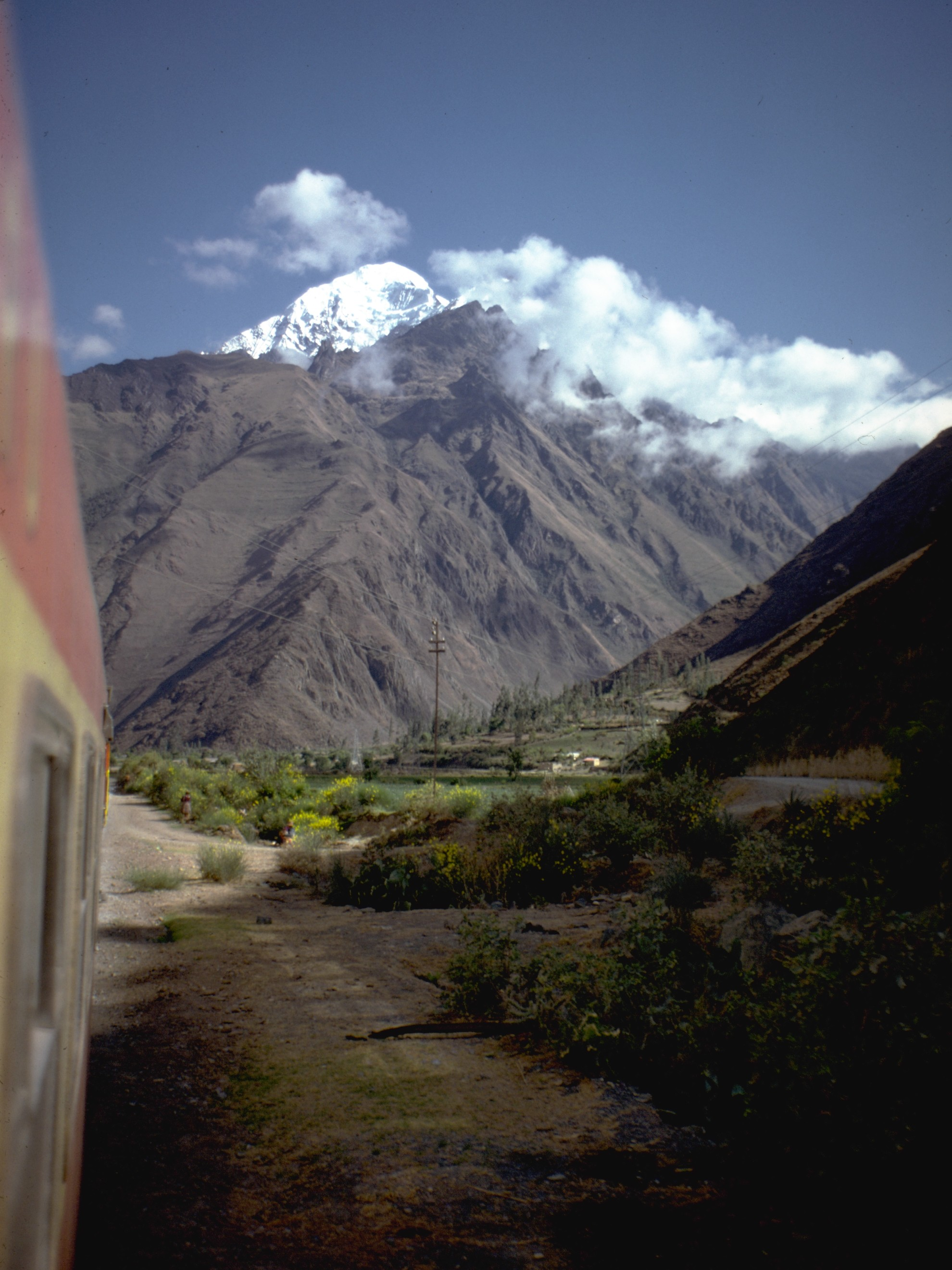
Bahnstrecke im Urubamba-Tal mit Sicht auf den Nevado Verónica

Im Stadtgebiet von Cusco gibt es zwei Bahnhöfe, die Estacion del Sur Wanchaq für die normalspurige Bahnstrecke Cusco–Puno und die Estación San Pedro für die schmalspurige Strecke Cusco–Quillabamba. Beide sind durch ein Dreischienengleis für Überführungsfahrten verbunden.
Der bekannteste Teil der Strecke sind wohl die vier unmittelbar aufeinander folgenden Spitzkehren an deren Anfang, noch im Stadtgebiet von Cusco. Im Verlauf der Strecke gibt es weitere Spitzkehren.
Die Strecke folgt in ihrem nordwestlichen Abschnitt dem Tal des Urubamba.

## Geschichte
Die von der Küste Richtung Cusco erbaute Bahnstrecke Cusco–Puno erreichte die Stadt 1908. Bereits 1907 beschloss der Kongress der Republik Peru eine Fortsetzung der Eisenbahnverbindung Richtung Norden. Ziel war auch, an die Bahnstrecke Huancayo–Lachoc anzuschließen, die zum Zentralnetz des Landes gehört. Für beide Bahnen wurden 1907 Konzessionen erteilt und es wurde die gleiche Spurweite gewählt. Das Ziel, beide Strecken miteinander zu verbinden, wurde aber nie erreicht.:73
Das Projekt machte nur langsam Fortschritte. Es dauerte bis 1911, bevor die Trasse vermessen wurde, und bis 1918 oder 1921, bevor der Bau begann. Schließlich wurden die ersten Kilometer zunächst in 750 mm-Spur verlegt, dann aber auf 914 mm umgespurt, wahrscheinlicher aber erscheint, dass es sich bei der 750 mm-Spur um eine Baustelleneinrichtung handelte.
1923 begann der Betrieb auf dem ersten Streckenabschnitt. 1925 konnte die Strecke bis Ollantaytambo und nach Urubamba in Betrieb gehen. 1927 ging die Strecke an die Peruvian Corporation über, die sie aber schon 1932 der Republik Peru übertrug. 1932 wurde – entgegen viel weitergehender Ankündigungen zuvor – Chaullay erreicht, nach anderer Quelle aber 1933 nur Puente Ruinas. Damit war aber zumindest auch der Abschnitt, der an Machu Picchu vorbeiführt, in Betrieb genommen. Nach der zweiten Quelle erfolgte der Weiterbau der Strecke erst 1950 anlässlich des Baus des Wasserkraftwerks Central Hidroelectrica Machu Picchu und wurde 1951 bis Santa Teresa verlängert. Damals verkehrten zwei oder drei Personenzüge in der Woche. Ab Mitte der 1930er Jahre wurden Dieseltriebwagen beschafft, erneut auch Ende der 1960er Jahre.
1960 wurde der Betrieb auf der Zweigstrecke nach Urubamba eingestellt, 2002 aber wieder aufgenommen. Ab 1962 wurden die Dampflokomotiven schrittweise von Diesellokomotiven abgelöst, was sich mindestens bis 1978 hinzog.:74 Nach 1977 wurden Personenzüge nicht mehr mit Dampflokomotiven befördert. Ab 1972 führte die peruanische Staatsbahn ENAFER den Betrieb.
Es dauerte seit der Eröffnung des vorangegangenen Abschnitts bis 1978, bevor der nächste nach Quillabamba in Betrieb ging. Das Angebot verdichtete sich zunehmend. Es verkehrten – neben den reinen Touristenzügen – bis zu vier Zugpaare pro Tag und zeitweise wohl auch ein Nachtzug. Für die Strecke zwischen Cusco und Quillabamba war eine Fahrzeit von etwa 6:30 angesetzt. Quillabamba hatte aber nur wenige Jahre Eisenbahnanschluss. Am 27. Februar 1998 brach nach einem Erdbeben ein großer Teil des Salcantay-Gletschers ab. 28 Millionen Kubikmeter Eis, Geröll und Schlamm ergossen sich in das Tal des Urubamba und zerstörten oder verschütteten die Strecke oberhalb von Streckenkilometer 122 und des Bahnhofs Hidroeléctrica mit zum Teil mehr als 10 m hohen Geröllmassen. Auch die dortige Eisenbahnbrücke wurde weggerissen. Dieser verschüttete Abschnitt und die oberhalb liegende Strecke wurden nicht wieder in Stand gesetzt. 1998 oder 1999:74 wurde die Strecke erneut privatisiert und für 30 Jahre auf PeruRail übertragen. Die Betriebsrechte schließen auch die Streckenruine jenseits von Streckenkilometer 122 ein. Der heutige Kopfbahnhof in Aguas Calientes wurde erst durch Peru Rail errichtet. Zuvor nutzten die Züge mit den Touristen nach Machu Picchu den Bahnhof Puente Ruinas.

## Verkehr

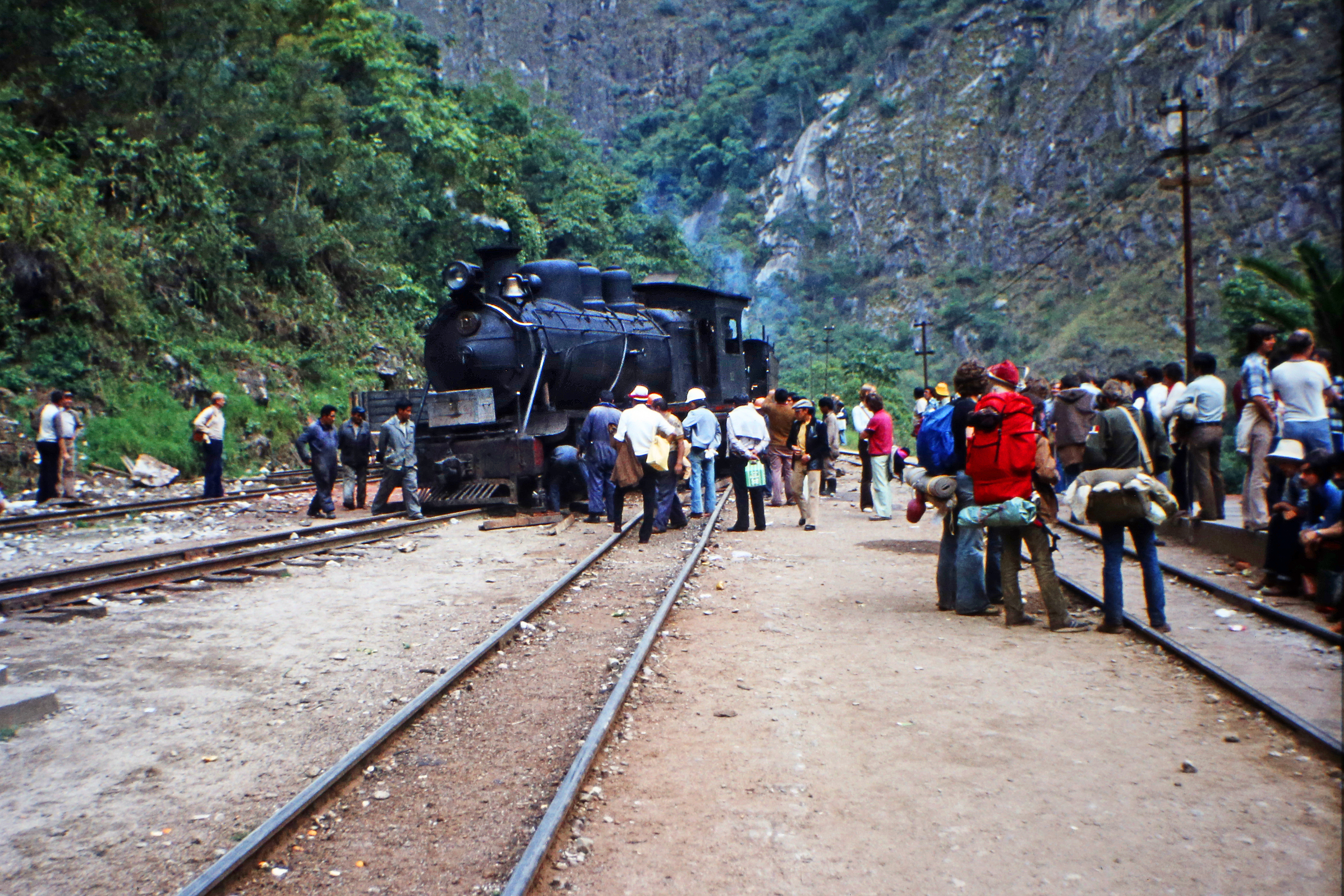
Bahnhof von Machu Picchu

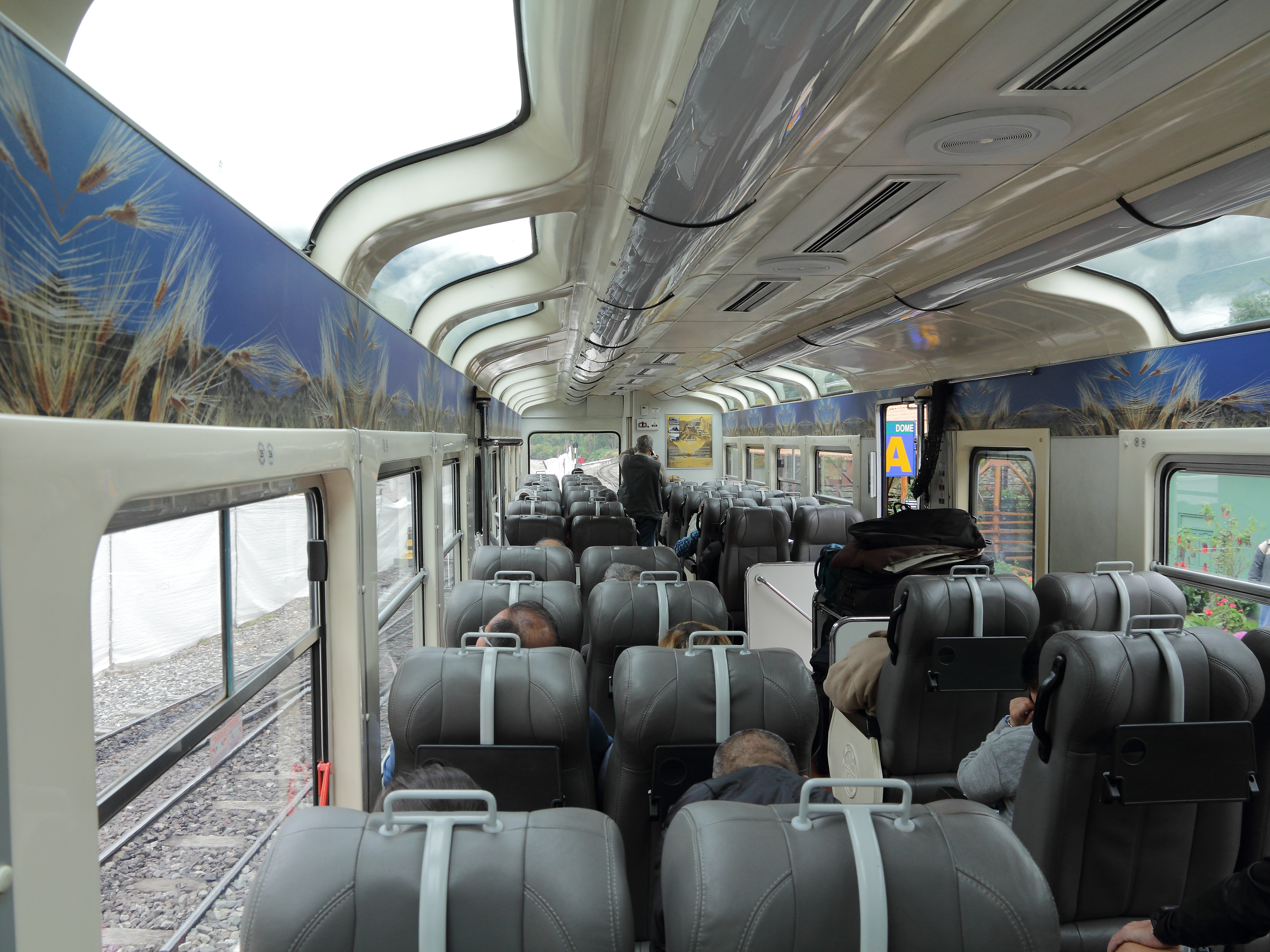
Wagen des Vistadome-Zuges

Den überwiegenden Teil des Verkehrs auf der Strecke stellen die Besucher der Welterbestätte Machu Picchu, jedes Jahr – vor der COVID-19-Pandemie – mehrere hunderttausend. Etwa 90 % der Züge verkehren heute nur noch zwischen Ollantaytambo und Aguas Calientes, um den Touristen, die nach Machu Picchu wollen, den zeitraubenden Aufstieg aus dem Talkessel zu ersparen. Im Übrigen nutzen die Züge des Betreibers Inka Rail in Cusco den Bahnhof San Pedro, die Züge von Peru Rail beginnen dagegen erst im Bahnhof Cuzco-Poroy und vermeiden damit die vier Spitzkehren im Stadtgebiet von Cusco. Dem Bedarf entsprechend verkehren die meisten Züge am Morgen von Cusco nach Aguas Calientes und am Abend in der Gegenrichtung. Dafür stehen etwa 60 Personenwagen zur Verfügung. Im letzten Fahrplan vor der Covid-19-Pandemie erreichten Aguas Calientes 17 Personenzüge pro Tag:
- 2 von Cuzco San Pedro, Fahrzeit etwa 4 Stunden
- 2 von Cuzco Poroy, Fahrzeit etwa 3:15 Stunden
- 2 aus Urubamba, Fahrzeit etwa 2:30 Stunden
- 10 aus Ollantaytambo, Fahrzeit etwa 1:30 Stunden
- 1 aus Hidroeléctrica[Anm. 2]

Güterzüge verkehren nach Bedarf, was wichtig ist, da einige der an der Strecke liegende Orte nicht durch Straßen erschlossen sind.:74 Im Jahr werden auf der Strecke etwa 25.000 t Güter befördert. Dafür stehen 15 gedeckte Güterwagen und Flachwagen zur Verfügung.
Die Strecke wird jenseits von Machu Picchu gelegentlich genutzt, um schweres Gerät oder Baumaterial zu dem Wasserkraftwerk Central Hidroelectrica Machu Picchu II zu transportieren. Das Kraftwerk ist über eine doppelte Spitzkehre an die Bahn angeschlossen.

## Betrieb
Bis vor kurzem erfolgte die Sicherung von Zugfahrten nach dem US-amerikanischen Timetable-and-Train-Order-Prinzip, also mit schriftlichem Fahrbefehl. Heute werden die Anweisungen per Funk erteilt. Vor dem planmäßigen „Stoßbetrieb“ am Morgen und am Abend befährt jeweils ein Pilotfahrzeug die Strecke, um sicherzustellen, dass sie frei von Steinschlag oder Murenabgängen ist.
In den Spitzkehren werden die Lokomotiven der lokomotivbespannten Züge nicht am anderen Ende des Zuges vorgespannt, sondern schieben ihren Zug durch den entsprechenden Abschnitt. Aufgrund der begrenzten Länge der Ausziehgleise der Spitzkehren ist die Zuglänge auf sechs Wagen begrenzt. Nachdem die Ausziehgleise der Spitzkehren bei Huarocondo verlängert wurden, können die Züge, die zwischen Cuzco-Poroy und Aguas Calientes verkehren, neun Wagen führen.
Eine Besonderheit ist, dass die auf der Strecke verkehrenden Diesellokomotiven auf normalspurige Drehgestelle umgesetzt werden und so über 640 km und die Bahnstrecken Cusco–Puno und Mollendo–Juliaca in die Hauptwerkstätte von Peru Rail nach Arequipa fahren können. Auch gibt es normalspurige Lokomotiven auf diesen Strecken, die auf schmalspurige Drehgestelle gesetzt werden und im Bedarfsfall auf der Bahnstrecke Cusco–Quillabamba aushelfen können.
Weiter werden als Reservefahrzeuge zwei Dieseltriebwagen von Ferrostaal vorgehalten, die als Aussichts-Triebwagen konzipiert sind und 1966 in Dienst gestellt wurden.